# Halterofilismo nos Jogos Olímpicos de Verão da Juventude de 2010 - Mais de 63 kg feminino
A competição da categoria mais de 63 kg feminino do halterofilismo nos Jogos Olímpicos de Verão da Juventude de 2010 foi disputada no dia 18 de agosto, às 14:30 (UTC+8), no Toa Payoh Sports Hall, em Cingapura. Treze halterofilistas participaram deste evento, limitado a atletas com peso corporal superior a 63 kg.
Cada competidora realizou os movimentos de arranque e arremesso, com o resultado final sendo a soma do maior peso levantado em cada movimento. A atleta tinha o direito de realizar três tentativas em cada movimento, sendo que as duas piores eram descartadas.

## Medalhistas
| Ouro   | RUS Olga Zubova            |
| Prata  | THA Chitchanok Pulsabsakul |
| Bronze | PRK Kim Kuk-Hyang          |

## Resultados
| Pos.              | Atleta                     | Peso corporal (kg) | Arranque (kg) | Arranque (kg) | Arranque (kg) | Arranque (kg) | Arremesso (kg) | Arremesso (kg) | Arremesso (kg) | Arremesso (kg) | Total (kg) |
| Pos.              | Atleta                     | Peso corporal (kg) | 1             | 2             | 3             | Res.          | 1              | 2              | 3              | Res.           | Total (kg) |
| ----------------- | -------------------------- | ------------------ | ------------- | ------------- | ------------- | ------------- | -------------- | -------------- | -------------- | -------------- | ---------- |
| Medalha de ouro   | RUS Olga Zubova            | 71,59              | 105           | 110           | 112           | 112           | 135            | 139            | 143            | 139            | 251        |
| Medalha de prata  | THA Chitchanok Pulsabsakul | 119,89             | 108           | 112           | 115           | 115           | 132            | 136            | 142            | 136            | 251        |
| Medalha de bronze | PRK Kim Kuk-Hyang          | 87,11              | 100           | 106           | 106           | 106           | 138            | 140            | 140            | 138            | 244        |
| 4                 | TPE Yao Chi-Ling           | 81,37              | 97            | 100           | 103           | 100           | 127            | 133            | 133            | 133            | 233        |
| 5                 | ROU Andreea Aanei          | 102,56             | 93            | 98            | 102           | 102           | 120            | 125            | 130            | 125            | 227        |
| 6                 | KOR Park Yoon Hee          | 103,53             | 98            | 102           | 106           | 102           | 125            | 125            | 125            | 125            | 227        |
| 7                 | UKR Tetyana Syrota         | 73,88              | 85            | 89            | 92            | 89            | 105            | 110            | 113            | 113            | 202        |
| 8                 | SAM Iuniarra Simanu        | 96,16              | 80            | 85            | 85            | 85            | 105            | 110            | 110            | 105            | 190        |
| 9                 | POL Milena Kruczynska      | 69,21              | 79            | 82            | 82            | 82            | 101            | 106            | 106            | 106            | 188        |
| 10                | UZB Ganna Pustovarova      | 104,88             | 83            | 83            | 87            | 83            | 100            | 100            | 100            | 100            | 183        |
| 11                | CAN Prabdeep Sanghera      | 69,25              | 78            | 78            | 82            | 82            | 93             | 97             | 97             | 93             | 175        |
| 12                | JPN Miku Shichinohe        | 72,44              | 75            | 79            | 80            | 80            | 85             | 90             | 93             | 93             | 173        |
| 13                | ITA Carlotta Brunelli      | 74,91              | 80            | 85            | 85            | 85            | 90             | 90             | 90             | ---            | ---        |